# Kapcypriodopsis barnardi
Kapcypriodopsis barnardi és una espècie de crustaci ostràcode d'aigua dolça pertanyent a la família Cyprididae.

## Hàbitat
Viu a l'aigua dolça.

## Distribució geogràfica
És un endemisme de Sud-àfrica: Table Mountain (Ciutat del Cap, província del Cap Occidental).